# Ceratothoa novaezelandiae
Ceratothoa novaezelandiae là một loài chân đều trong họ Cymothoidae. Loài này được Filhol miêu tả khoa học năm 1885.